# Elizabeth (Indiana)
Elizabeth es un pueblo ubicado en el condado de Harrison en el estado estadounidense de Indiana. En el Censo de 2010 tenía una población de 162 habitantes y una densidad poblacional de 379,08 personas por km².

## Geografía
Elizabeth se encuentra ubicado en las coordenadas 38°7′26″N 85°58′23″O / 38.12389, -85.97306. Según la Oficina del Censo de los Estados Unidos, Elizabeth tiene una superficie total de 0.43 km², de la cual 0.43 km² corresponden a tierra firme y (0%) 0 km² es agua.

## Demografía
Según el censo de 2010, había 162 personas residiendo en Elizabeth. La densidad de población era de 379,08 hab./km². De los 162 habitantes, Elizabeth estaba compuesto por el 96.3% blancos, el 1.23% eran afroamericanos, el 0.62% eran amerindios, el 0% eran asiáticos, el 0% eran isleños del Pacífico, el 1.23% eran de otras razas y el 0.62% pertenecían a dos o más razas. Del total de la población el 1.23% eran hispanos o latinos de cualquier raza.